# Bokmakiri
Bokmakiri é um tipo de queijo macio, feito com leite de cabra. É feito na África do Sul.